# Bundeswehrfeuerwehr
Die Bundeswehrfeuerwehr ist eine für die Bundeswehr speziell aufgestellte Feuerwehr, die für den abwehrenden Brandschutz und die Technische Hilfeleistung bei Dienststellen der Bundeswehr im Inland verantwortlich ist, bei denen Auftrag, besonderes Gefahrenpotential oder Gründe des Verschlusssachen- oder Sabotageschutzes die Vorhaltung einer eigenen Schutzeinheit erfordern.

## Brandschutz der Bundeswehr
Der zivile Brandschutz der Bundeswehr ist aufbauorganisatorisch in das Brandschutzamt der Bundeswehr (BrdSchABw), fünf Regionalkoordinierungsstellen in Lechfeld, Köln, Kiel, Potsdam und Wunstorf sowie die 58 Bundeswehrfeuerwehren gegliedert.
Soldaten im militärischen Brandschutz gehören entweder der Laufbahn der Feldwebel des Truppendienstes oder der Unteroffiziere des allgemeinen Fachdienstes an. In den Auslandseinsätzen der Bundeswehr übernehmen sie die Aufgaben des vorbeugenden und abwehrenden Brandschutzes. In der Teilstreitkraft Luftwaffe sind die militärischen Brandschutzkräfte in der 7. Staffel des Objektschutzregimentes der Luftwaffe (7./ObjSRgtLw) zusammengefasst.

## Standorte
Die 58 Bundeswehrfeuerwehren sind bei Militärflug- und Truppenübungsplätzen, Untertage- und Marinelandanlagen, logistischen Einrichtungen sowie wehrwissenschaftlichen und wehrtechnischen Dienststellen stationiert.

### Standort-Tabelle
Die Tabelle listet die Standorte der Bundeswehrfeuerwehren auf:
| Bundeswehrfeuerwehr  | Standort                | Bundesland             | Liegenschaftsbezeichnung                                       | Betreute Einrichtung                                                 | Dienststellenart                |
| -------------------- | ----------------------- | ---------------------- | -------------------------------------------------------------- | -------------------------------------------------------------------- | ------------------------------- |
| Altengrabow          | Möckern                 | Sachsen-Anhalt         | Truppenübungsplatz                                             | Truppenübungsplatz Altengrabow                                       | Truppenübungsplatz              |
| Altenstadt           | Altenstadt              | Bayern                 | Franz-Josef-Strauß-Kaserne                                     | Luftlande-/Lufttransportschule                                       | Militärflugplatz                |
| Altheim              | Walldürn                | Baden-Württemberg      | Munitionsdepot Altheim                                         | Munitionsdepot Altheim                                               | Munitionsdepot                  |
| Altmark              | Gardelegen              | Sachsen-Anhalt         | Truppenübungsplatz Altmark                                     | Truppenübungsplatz Altmark                                           | Truppenübungsplatz              |
| Aurich               | Aurich                  | Niedersachsen          | Munitionslager Aurich                                          | Munitionslager Aurich                                                | Munitionsdepot                  |
| Baumholder           | Baumholder              | Rheinland-Pfalz        | Truppenübungsplatz Baumholder                                  | Truppenübungsplatz Baumholder                                        | Truppenübungsplatz              |
| Bergen               | Lohheide                | Niedersachsen          | Lager III Hohne (NATO)                                         | Truppenübungsplatz Bergen                                            | Truppenübungsplatz              |
| Blankenburg          | Blankenburg             | Sachsen-Anhalt         | Feldwebel-Anton-Schmid-Kaserne                                 | Versorgungs- und Instandsetzungszentrum Sanitätsmaterial Blankenburg | Untertageanlage                 |
| Büchel               | Büchel                  | Rheinland-Pfalz        | NATO-Flugplatz Büchel                                          | Taktisches Luftwaffengeschwader 33                                   | Militärflugplatz                |
| Bückeburg            | Bückeburg               | Niedersachsen          | Schäfer-Kaserne                                                | Internationales Hubschrauberausbildungszentrum                       | Militärflugplatz                |
| Celle                | Celle                   | Niedersachsen          | Immelmann-Kaserne                                              | Ausbildungs- und Übungszentrum Luftbeweglichkeit                     | Militärflugplatz                |
| Darmstadt            | Pfungstadt              | Hessen                 | Major-Karl-Plagge-Kaserne                                      | Versorgungs- und Instandsetzungszentrum Sanitätsmaterial Pfungstadt  | Depot                           |
| Diepholz             | Diepholz                | Niedersachsen          | Flugplatz Diepholz                                             | Waffensystemunterstützungszentrum 2                                  | Militärflugplatz                |
| Eckernförde          | Eckernförde             | Schleswig-Holstein     | Marinestützpunkt Eckernförde                                   | Marinestützpunkt Eckernförde                                         | Marinelandanlage                |
| Eft-Hellendorf       | Perl                    | Saarland               | Munitionslager Eft-Hellendorf                                  | Munitionslager Eft-Hellendorf                                        | Munitionsdepot                  |
| Erding               | Erding                  | Bayern                 | Fliegerhorst Erding                                            | Fliegerhorst Erding                                                  | Militärflugplatz                |
| Faßberg              | Faßberg                 | Niedersachsen          | Fliegerhorst Faßberg                                           | Transporthubschrauberregiment 10                                     | Militärflugplatz                |
| Fritzlar             | Fritzlar                | Hessen                 | Georg-Friedrich-Kaserne                                        | Kampfhubschrauberregiment 36                                         | Militärflugplatz                |
| Fürstenfeldbruck     | Fürstenfeldbruck        | Bayern                 | Fliegerhorst Fürstenfeldbruck                                  | Fliegerhorst Fürstenfeldbruck                                        | Militärflugplatz                |
| Glücksburg           | Glücksburg              | Schleswig-Holstein     | Kaserne Flottenkommando (NATO)                                 | Flottenkommando                                                      | Untertageanlage                 |
| Grafschaft           | Grafschaft              | Rheinland-Pfalz        | Philipp-Freiherr-von-Boeselager-Kaserne                        | Kommando Strategische Aufklärung                                     | Untertageanlage                 |
| Hammelburg           | Hammelburg              | Bayern                 | Saaleck-Kaserne                                                | Truppenübungsplatz Hammelburg                                        | Truppenübungsplatz              |
| Heuberg              | Stetten am kalten Markt | Baden-Württemberg      | Truppenunterkunft Heuberg                                      | Truppenübungsplatz Heuberg                                           | Truppenübungsplatz              |
| Hohn                 | Alt Duvenstedt          | Schleswig-Holstein     | Hugo-Junkers-Kaserne, Fliegerhorst Hohn                        | Fliegerhorst Hohn                                                    | Militärflugplatz                |
| Holzdorf/Schönewalde | Schönewalde             | Brandenburg            | Fliegerhorst Holzdorf                                          | Hubschraubergeschwader 64                                            | Militärflugplatz                |
| Jagel                | Kropp                   | Schleswig-Holstein     | Marinefliegerhorst Schleswig-Jagel, Kai-Uwe-von-Hassel-Kaserne | Taktisches Luftwaffengeschwader 51 „Immelmann“                       | Militärflugplatz                |
| Jägerbrück           | Torgelow                | Mecklenburg-Vorpommern | Greifenkaserne                                                 | Truppenübungsplatz Jägerbrück                                        | Truppenübungsplatz              |
| Kalkar               | Uedem                   | Nordrhein-Westfalen    | Luftverteidigungs-Anlage Uedem                                 | Combined Air Operations Centre                                       | Untertageanlage                 |
| Kaufbeuren           | Kaufbeuren              | Bayern                 | Fliegerhorst Kaufbeuren                                        | Fliegerhorst Kaufbeuren                                              | Militärflugplatz                |
| Kiel                 | Kiel                    | Schleswig-Holstein     | Marinestützpunkt Kiel – Tirpitzhafen                           | Marinestützpunkt Kiel                                                | Marinelandanlage                |
| Klietz               | Klietz                  | Brandenburg            | Dienstgebäude                                                  | Truppenübungsplatz Klietz                                            | Truppenübungsplatz              |
| Köln                 | Köln                    | Nordrhein-Westfalen    | Luftwaffenkaserne                                              | Flughafen Köln/Bonn (Militärischer Teil)                             | Militärflugplatz                |
| Köppern              | Wehrheim                | Hessen                 | Munitionslager                                                 | Munitionsdepot Köppern                                               | Munitionsdepot                  |
| Laage                | Laage                   | Mecklenburg-Vorpommern | Fliegerhorst Laage                                             | Taktisches Luftwaffengeschwader 73 „Steinhoff“                       | Militärflugplatz                |
| Laboe                | Laboe                   | Schleswig-Holstein     | Munitionslager                                                 | Munitionslager Laboe                                                 | Munitionsdepot                  |
| Landsberg            | Landsberg am Lech       | Bayern                 | Welfen-Kaserne                                                 | Instandsetzungszentrum 13                                            | Untertageanlage                 |
| Laupheim             | Laupheim                | Baden-Württemberg      | Kurt-Georg-Kiesinger-Kaserne                                   | Hubschraubergeschwader 64                                            | Militärflugplatz                |
| Lechfeld             | Graben                  | Bayern                 | NATO-Flugplatz Lechfeld                                        | Taktisches Luftwaffengeschwader 74                                   | Militärflugplatz                |
| Lehnin               | Brück                   | Brandenburg            | Truppenübungsplatz, Fläming-Kaserne                            | Truppenübungsplatz Lehnin                                            | Truppenübungsplatz              |
| Manching             | Manching                | Bayern                 | Flugplatz Ingolstadt/Manching                                  | Fliegerhorst Ingolstadt/Manching                                     | Militärflugplatz                |
| Mechernich           | Mechernich              | Nordrhein-Westfalen    | Bleiberg-Kaserne                                               | Materiallager Mechernich                                             | Depot                           |
| Meppen               | Meppen                  | Niedersachsen          | Dienstgebäude                                                  | Wehrtechnische Dienststelle für Waffen und Munition                  | Wehrtechnische Dienststelle     |
| Munster              | Munster                 | Niedersachsen          | Örtzetal-Kaserne                                               | Truppenübungsplatz Munster                                           | Truppenübungsplatz              |
| Munster, WIS         | Munster                 | Niedersachsen          | Dienstgebäude                                                  | Wehrwissenschaftliches Institut für Schutztechnologien – ABC-Schutz  | Wehrwissenschaftliches Institut |
| Neckarzimmern        | Neckarzimmern           | Baden-Württemberg      | Dienstgebäude                                                  | Materiallager Neckarzimmern                                          | Untertageanlage                 |
| Neubiberg            | Neubiberg               | Bayern                 | Universität der Bundeswehr                                     | Universität der Bundeswehr München                                   | Universität der Bundeswehr      |
| Neuburg              | Neuburg                 | Bayern                 | NATO-Flugplatz Neuburg an der Donau                            | Taktisches Luftwaffengeschwader 74                                   | Militärflugplatz                |
| Niederstetten        | Niederstetten           | Baden-Württemberg      | Hermann-Köhl-Kaserne                                           | Transporthubschrauberregiment 30                                     | Militärflugplatz                |
| Nordholz             | Wurster Nordseeküste    | Niedersachsen          | NATO-Marineflugplatz Nordholz                                  | Marinefliegergeschwader 3 „Graf Zeppelin“ Marinefliegergeschwader 5  | Militärflugplatz                |
| Nörvenich            | Nörvenich               | Nordrhein-Westfalen    | Fliegerhorst Nörvenich                                         | Taktisches Luftwaffengeschwader 31 „Boelcke“                         | Militärflugplatz                |
| Oberjettenberg       | Schneizlreuth           | Bayern                 | Kaserne                                                        | Wehrtechnische Dienststelle für Schutz- und Sondertechnik            | Wehrtechnische Dienststelle     |
| Oberlausitz          | Weißkeißel              | Sachsen                | Truppenübungsplatz                                             | Truppenübungsplatz Oberlausitz                                       | Truppenübungsplatz              |
| Penzing              | Penzing                 | Bayern                 | Fliegerhorst Landsberg                                         | Fliegerhorst Landsberg                                               | Militärflugplatz                |
| Putlos               | Oldenburg in Holstein   | Schleswig-Holstein     | Truppenübungsplatz Putlos                                      | Truppenübungsplatz Putlos                                            | Truppenübungsplatz              |
| Rheine               | Rheine                  | Nordrhein-Westfalen    | Theodor-Blank-Kaserne                                          | Heeresflugplatz Rheine-Bentlage                                      | Militärflugplatz                |
| Utzedel              | Utzedel                 | Mecklenburg-Vorpommern | Kaserne Demminer Land                                          | Betriebsstofflager Utzedel                                           | Depot                           |
| Warnemünde           | Rostock                 | Mecklenburg-Vorpommern | Marinestützpunkt Hohe Düne                                     | Marinestützpunkt Hohe Düne                                           | Marinelandanlage                |
| Wildflecken          | Wildflecken             | Bayern                 | Rhön-Kaserne                                                   | Truppenübungsplatz Wildflecken                                       | Truppenübungsplatz              |
| Wilhelmshaven        | Wilhelmshaven           | Niedersachsen          | Marinestützpunkt Heppenser Groden                              | Marinestützpunkt Heppenser Groden                                    | Marinelandanlage                |
| Wittmund             | Wittmund                | Niedersachsen          | Fliegerhorst Wittmundhafen                                     | Taktisches Luftwaffengeschwader 71 „Richthofen“                      | Militärflugplatz                |
| Wulfen               | Dorsten                 | Nordrhein-Westfalen    | Munitionslager                                                 | Munitionslager Wulfen                                                | Munitionsdepot                  |
| Wunstorf             | Wunstorf                | Niedersachsen          | Flugplatz Wunstorf                                             | Lufttransportgeschwader 62                                           | Militärflugplatz                |
| Zetel                | Zetel                   | Niedersachsen          | Munitionslager Zetel                                           | Munitionslager Zetel                                                 | Munitionsdepot                  |

### Ehemalige Standorte
Die (unvollständige) Tabelle führt ehemalige Standorte von Bundeswehrfeuerwehren auf:
| Bundeswehrfeuerwehr | Standort        | Bundesland             | Liegenschaftsbezeichnung        | Betreute Einrichtung                           | Dienststellenart   | aufgelöst am               |
| ------------------- | --------------- | ---------------------- | ------------------------------- | ---------------------------------------------- | ------------------ | -------------------------- |
| Daaden              | Emmerzhausen    | Rheinland-Pfalz        | Truppenübungsplatz Daaden       | Truppenübungsplatz Daaden                      | Truppenübungsplatz | 30. Juni 2014              |
| Ehra-Lessien        | Ehra-Lessien    | Niedersachsen          | Truppenübungsplatz Ehra-Lessien | Truppenübungsplatz Ehra-Lessien                | Truppenübungsplatz | 31. Dezember 2014          |
| Meßstetten          | Meßstetten      | Baden-Württemberg      | Dienstgebäude                   | Einsatzführungsbereich 1                       | Untertageanlage    | 31. Dezember 2017          |
| Oberschleißheim     | Oberschleißheim | Bayern                 | Heeresflugplatz Oberschleißheim | Flugplatz Oberschleißheim, Kasernen in München | Militärflugplatz   | 30. September 1981         |
| Ohrdruf             | Ohrdruf         | Thüringen              | Truppenübungsplatz              | Truppenübungsplatz Ohrdruf                     | Truppenübungsplatz | 28. Februar 2015           |
| Roth                | Roth            | Bayern                 | Otto-Lilienthal-Kaserne         | Flugplatz Roth                                 | Militärflugplatz   | 30. Juni 2015              |
| Penzing             | Penzing         | Bayern                 | Fliegerhorst Landsberg/Lech     | Fliegerhorst Landsberg/Lech                    | Militärflugplatz   | 31. Dezember 2017 (LTG 61) |
| Schneeberg          | Beeskow         | Brandenburg            | Munitionsdepot                  | Munitionsdepot Schneeberg                      | Munitionsdepot     | 31. Dezember 2016          |
| Schwarzenborn       | Schwarzenborn   | Hessen                 | Truppenübungsplatz              | Truppenübungsplatz Schwarzenborn               | Truppenübungsplatz | 1. Januar 2014             |
| Trollenhagen        | Neubrandenburg  | Mecklenburg-Vorpommern | Fliegerhorst Trollenhagen       | Fliegerhorst Trollenhagen                      | Militärflugplatz   | 31. Dezember 2014          |

## Geschichte
Die zivilen Bundeswehrfeuerwehren waren bis zum Jahr 2012 integraler Bestandteil der militärischen Verbände bzw. Dienststellen. Im Zuge der Neuausrichtung der Bundeswehr wurden 2012 alle zivilen Bundeswehrfeuerwehren aus den Teilstreitkräften ausgegliedert und bis Mitte Oktober 2014 mit etwa 3700 Dienstposten in das Zentrum Brandschutz der Bundeswehr (ZBrdSchBw) überführt. Somit ist die zivile Bundeswehrfeuerwehr eine der größten Feuerwehren Deutschlands. Zum 1. Juni 2025 wurde das Zentrum in das Brandschutzamt der Bundeswehr umbenannt und umgegliedert.

## Laufbahnen und Ausbildung
Im Bereich Brandschutz der Bundeswehr können Personen der Statusgruppen Arbeitnehmer, Beamte (Bundeswehrfeuerwehren) und Soldaten (militärischer Brandschutz) beschäftigt werden.
Beamte in den Bundeswehrfeuerwehren gehören den Laufbahnen des mittleren, gehobenen oder höheren technischen Verwaltungsdienstes an. Für die Laufbahnen des mittleren und gehobenen technischen Verwaltungsdienstes führt die Bundeswehr die „fachspezifischen Vorbereitungsdienste“ (Laufbahnausbildung) „Mittlerer“ bzw. „Gehobener feuerwehrtechnischer Dienst in der Bundeswehr“ durch. Dazu hat das Bundesministerium der Verteidigung entsprechende Verordnungen erlassen. Im gehobenen Dienst ist auch eine Direkteinstellung, ein duales Studium „Sicherheitstechnik“ an der Bergischen Universität Wuppertal mit dem Abschluss Bachelor of Science sowie der Aufstieg aus dem mittleren Dienst möglich. Im höheren Dienst ist nur eine Direkteinstellung möglich.
Die Ausbildungsinhalte richten sich im Übrigen nach den allgemeinen Feuerwehr-Dienstvorschriften (FwDV).
Standort der Bundeswehrfeuerwehrschule ist der ausgelagerte Teil der Schule ABC-Abwehr und Gesetzliche Schutzaufgaben, Lehrgruppe B in der Alb-Kaserne bei Stetten am kalten Markt. Parallel dazu bildet die Bundeswehr auch Brandschutzsoldaten aus, die unter anderem bei den Auslandseinsätzen der Bundeswehr benötigt werden. Die Ausbildung für den gehobenen feuerwehrtechnischen Dienst findet seit 2018 in Lohheide nahe dem Truppenübungsplatz Bergen statt.

## Fahrzeuge
Die Bundeswehrfeuerwehren sind mit Löschfahrzeugen – meist Sonderbauten – und Sonderlöschmitteln ausgerüstet.

### Erste Generation

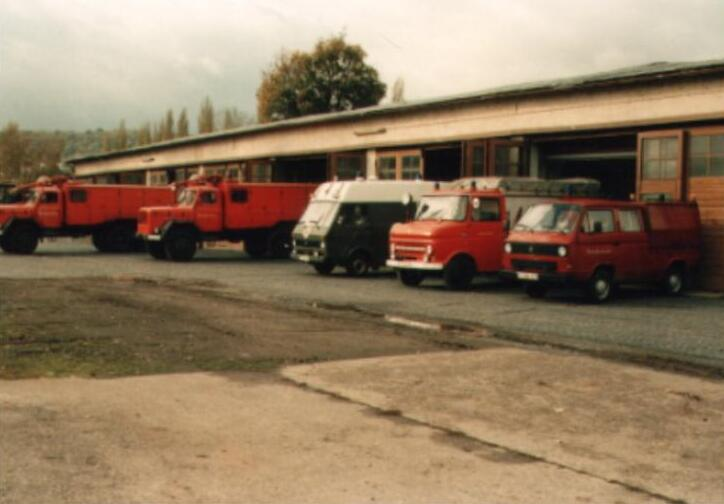
Fahrzeuge der ersten Generation. Werkfeuerwehr bei der Erprobungsstelle 51 in Koblenz

Das Konzept beruhte auf der Verwendung der militärischen Standardfahrzeuge der 1,5-t-, 5-t- und 7-t-Nutzlastklasse, allerdings abweichend von den Pritschen-Lkw mit Ganzstahlführerhaus und Beobachtungsluke. Charakteristisch war dabei die Glaskuppel, die in vielen Fällen auf die Beobachtungsluke aufgesetzt war. Die Aufbauten konnten relativ schnell vom Fahrgestell getrennt werden, um auch bei Beschädigung des Fahrzeugs den Aufbau auf einem anderen Fahrgestell weiter nutzen zu können.
Zu den Standardfahrzeugen der sogenannten ersten Generation der FlKfz, die ab 1958 ausgeliefert wurden, gehören das FlKfz 750 (Unimog S 404 mit Metz- oder Rathgeber-Aufbau, Pulverlöschanlage von Minimax), das FlKfz 1500 (Daimler-Benz LG315/46 mit Metz- oder Graaff-Aufbau, Pulverlöschanlage von Total), das FlKfz 2400 (Daimler-Benz LG315/46 mit Metz- oder Bachert-Aufbau) und das FlKfz 3800/400 (Magirus-Deutz Jupiter 6x6 bzw. ab 1964 Magirus-Deutz M178D15A mit Bachert-Aufbau). Nur in wenigen Exemplaren vorhanden waren die Typen FlKfz 3500/350 und FlKfz 4500/450 auf Magirus-Deutz A6500 mit Bachert-Aufbau.
Lackiert wurden die FlKfz im damals üblichen gelboliv (RAL 6014). Teilweise wurden Fahrzeuge im Auslieferungszustand rot übergeben, Fahrgestell und Kotflügel waren gelboliv gehalten.
Eine Besonderheit spielte damals die Fliegerhorst-Feuerwehr des Flughafens Köln-Bonn. Da hier der militärische und der zivile Flugbetrieb einhergingen, waren alle Fahrzeuge rot lackiert.
Neben den Standardfahrzeugen der ersten Generation gab es in den 1950er Jahren noch Fahrzeuge deutscher Produktion (Magirus und Mercedes), die ursprünglich für die alliierten Truppen gebaut wurden und mit der Übergabe von Liegenschaften an die Bundeswehr gingen. Hierunter waren auch zwei Drehleiter DL 22 auf Magirus-Deutz S 3500 in rot und in oliv. Sonst gab es nur noch drei weitere Drehleitern (u. a. auf dem Fliegerhorst Erding und im Marinearsenal Wilhelmshaven). Neben div. Anhängern wurde schließlich noch der Lkw 0,25 t gl, DKW Munga F 91/4, als Einsatzleitwagen (ELW) genutzt.
Anfang der 1970er Jahre ersetzte der Pkw 0,4 t, VW 181, den Munga als ELW und diejenigen Bundeswehrfeuerwehren, die für den Brandschutz in Untertageanlagen zuständig waren, erhielten Mercedes-Benz LP 608 mit Bachert-Aufbauten. Die Beladung dieser Fahrzeuge orientierte sich an den zivilen Typen LF 8 und RW 1.

### Zweite Generation

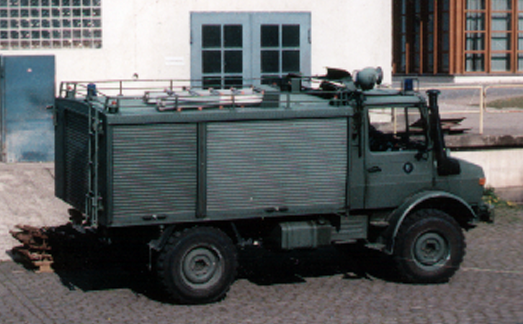
TroTlf 1000 - Unimog der Bundeswehrfeuerwehr

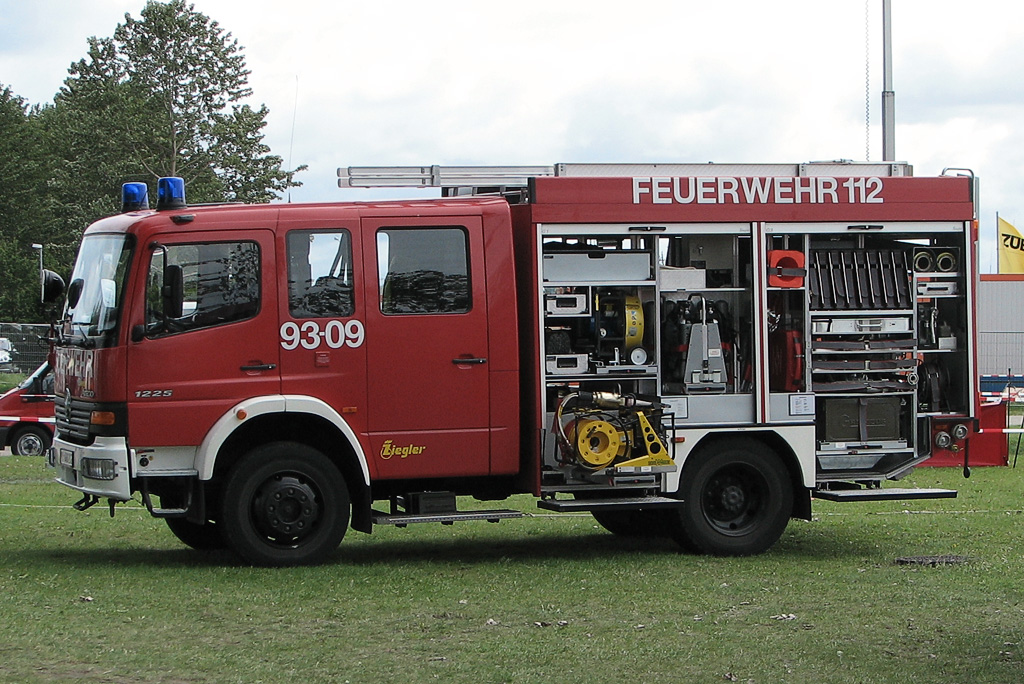
TLF 16/25 des Marinestützpunkts Hohe Düne

Mit der 2. Generation, Auslieferung ab 1979, wurden die künftigen Standardfahrzeuge FlKfz 1000, FlKfz 3000, FlKfz 3500/400/750 und FlKfz 8000/800 ausgeliefert. In den Untertageanlagen wurden die Mercedes-Benz LP 608 durch Mercedes-Benz 814 F ersetzt.
Das FlKfz 1000, aufgebaut auf Mercedes-Benz Unimog U 1300 L, ist in etwa vergleichbar mit dem zivilen Tanklöschfahrzeug TLF 8/18. Als Aufbauhersteller kam hier die Firma Metz zum Tragen.
Bei der 2. Generation (auch Folgegeneration genannt) war man bemüht, eine möglichst große Teilegleichheit zu erzielen. Bei den Flugfeldlöschfahrzeugen FlKfz 3000; 3500/400/750 und 8000/800 nutzte man das Baukastenprinzip; so sind z. B. die Fahrerhäuser identisch und es werden bei allen Typen die gleichen Motoren verwendet. Die Grundfahrzeuge kamen durchweg von FAUN. Das FlKfz 3000 basiert auf dem FAUN LF 16.30/45 V 4×4, das FlKfz 3500/400/750 auf dem FAUN LF 22.30/45 V 6×4 und das FlKfz 8000/800 auf dem FAUN LF 40.30×2/48 V 8×8.
Die Aufbauten bei den FlKfz 3000 kamen von der Arbeitsgemeinschaft Bachert, Ziegler und Total. Das zweiachsige TroLF verfügt über 3.000 kg Löschpulver. Die 72 Fahrzeuge wurden ab 1976 ausgeliefert, in  ist von 'ab 1980' die rede.

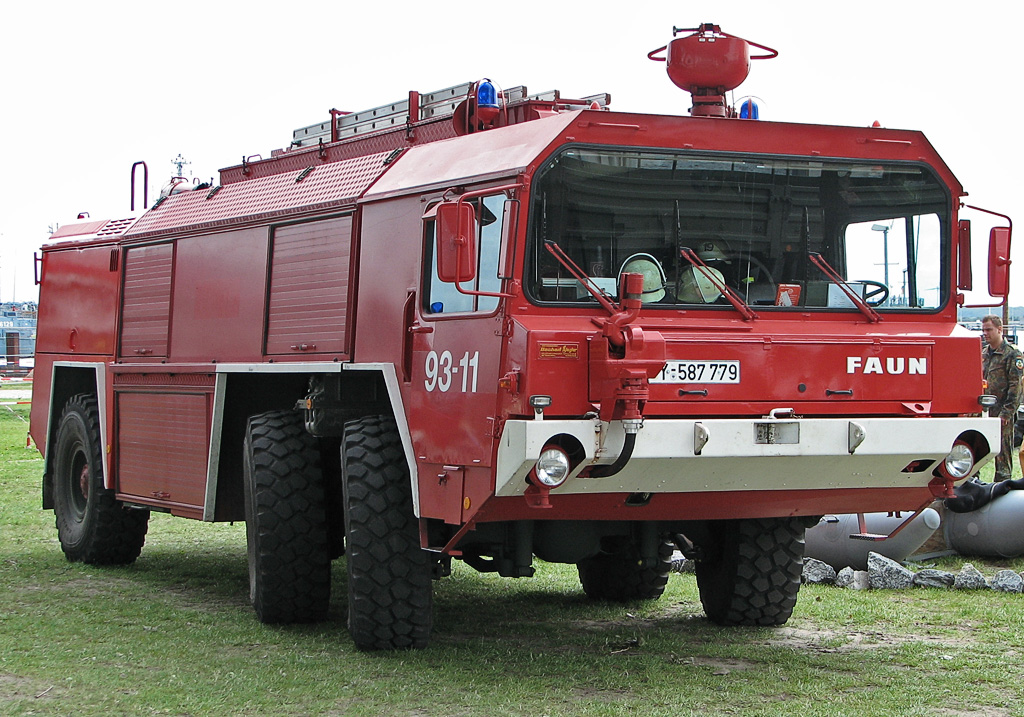
Feuerlösch-Kfz 3500 (FlKfz 3500) der Bundeswehrfeuerwehr

Beim FlKfz 3500/400/750 kamen die Aufbauten von der Arbeitsgemeinschaft Bachert und Ziegler. Die 148 dreiachsigen Fahrzeuge wurden in den 80er geliefert.

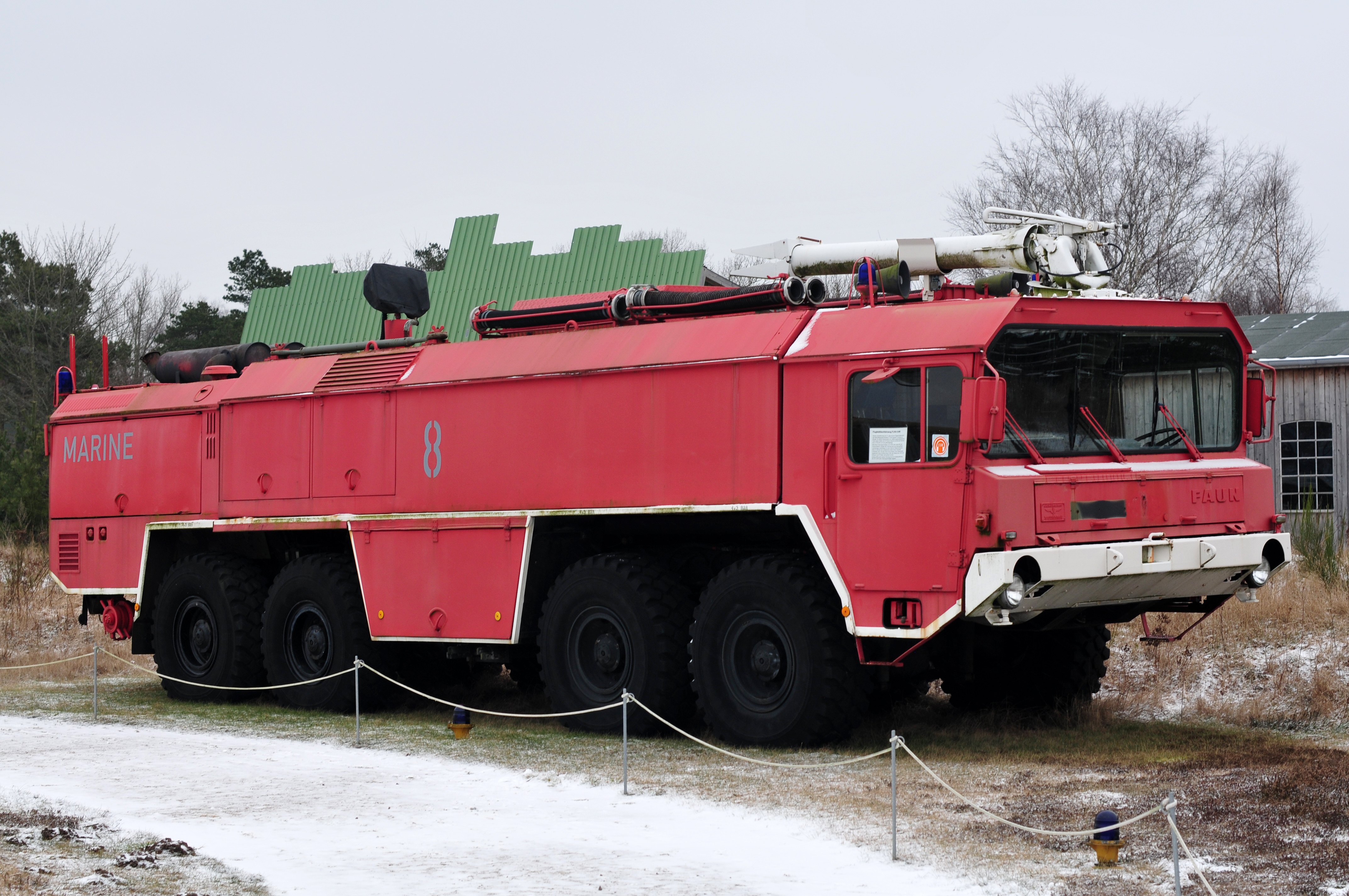
Saval-Kronenburg FlKfz 8000

Das FlKfz 8000/800 hatte Aufbauten von der Arbeitsgemeinschaft Saval-Kronenburg/Schörling. Die 74 Fahrzeuge des vierachsigen 8000er wurden zwischen 1976 und 1980 geliefert. Mit 11 m Länge und 32 t Gesamtgewicht war es das schwerste Feuerwehrfahrzeug der Bundeswehr.
Eine größere Anzahl von FlKfz 2400-Aufbauten der 1. Generation setzte man Mitte/Ende der 1980er Jahre auf neue Fahrgestelle des Standard-Lkw 5 t 4×4. Mit der deutschen Wiedervereinigung fanden sogar die TLF 32 auf Tatra 815 CAS 32 und einige IFA W50 der Nationalen Volksarmee ihren Weg in den Fuhrpark der Bundeswehrfeuerwehren. Nutzer der TLF 32 war zum Beispiel die WTD in Meppen, die IFA W 50 fuhren auf den Truppenübungsplätzen in den neuen Bundesländern.
Auch im Anstrich kamen Veränderungen zum Tragen. Mit Einführung der neuen Grundfarbe bronzegrün (RAL 6031) für die Fahrzeuge der Teilstreitkräfte, erhielten auch die Feuerwehrfahrzeuge ein neues Farbenkleid. Auch der Dreifarb-Flecktarnanstrich machte nicht vor den FlKfz halt. Schließlich wurde feuerrot (RAL 3000) Ende der 1990er Jahre wieder Standard. Mitunter sind alle Lackierungsvarianten innerhalb einer Einheit vorzufinden.

### Dritte Generation
Fahrzeuge der zweiten Generation sind nach wie vor im Dienst. Auch sind vereinzelt noch Fahrzeuge der ersten Generation bei der Bundeswehr zu finden.
Für die FlKfz 2400 auf Basis des Daimler-Benz 1017 werden im Bereich der Marine Löschgruppenfahrzeug 16/12 auf Mercedes-Benz Atego eingesetzt. Auf dem Truppenübungsplatz Bergen werden als Einzelstücke ein TLF 16/25 auf Mercedes-Benz Atego, ein TLF 16/50 auf Unimog und ein RW 2 auf MAN eingesetzt. Bei der Fliegerhorst Feuerwehr Köln-Bonn wird eine Drehleiter auf Atego 1628 eingesetzt.

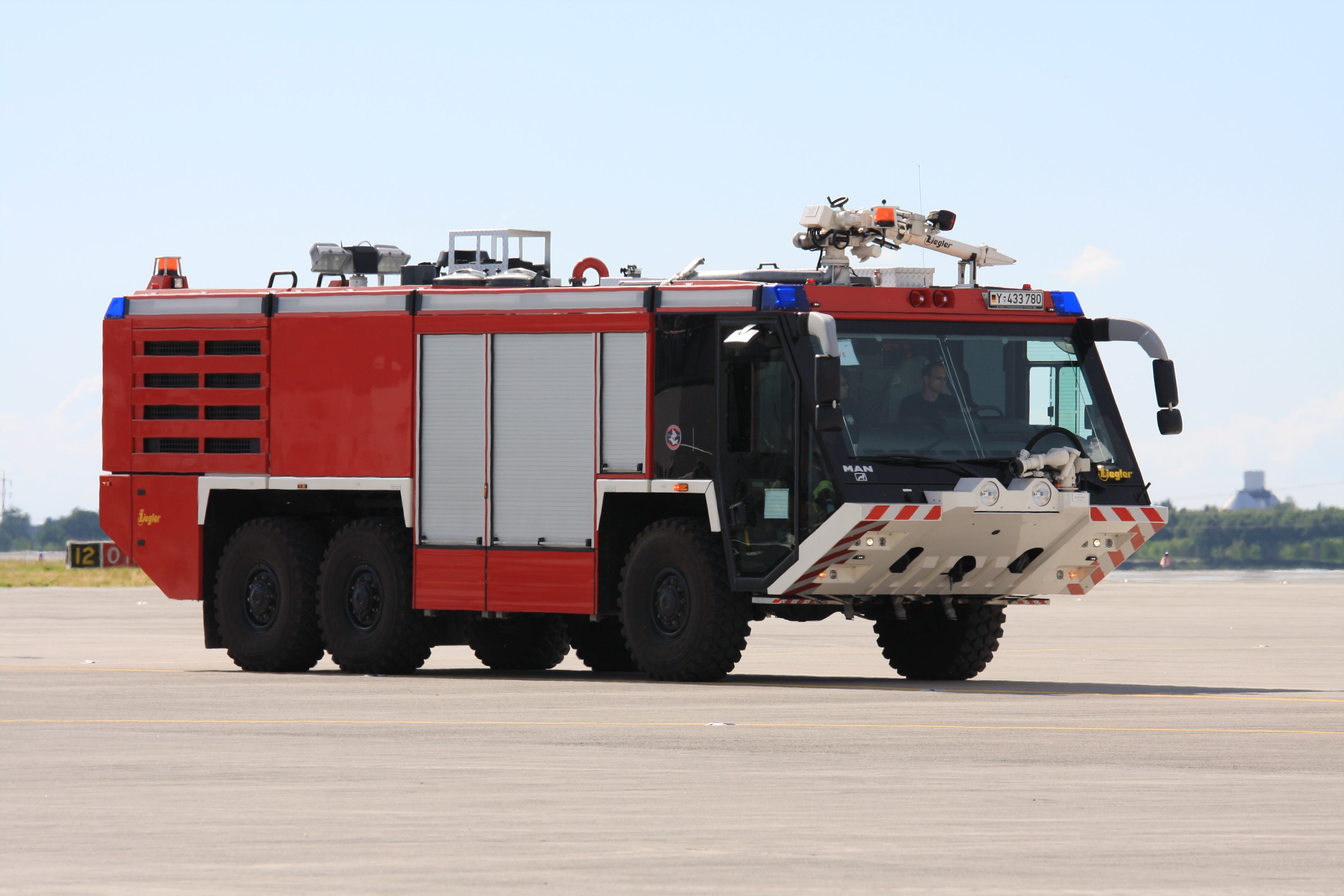
Ziegler Z6 der Bundeswehrfeuerwehr

Für die Ablösung der FlKfz 3000 und 3500 wurden 65 Ziegler Z6 beschafft. Das Feuerlösch-Kfz mittel (FlKfz Mittel) Z6-FLF 40/60-6+500P basiert auf einem MAN 33.685 bei einem Gesamtgewicht von 33 t. Es ist eine Ableitung vom Z 8 und wurde für die Bundeswehr entwickelt.
Als Ersatz für den Saval-Kronenburg FlKfz 8000 der Bundeswehrfeuerwehr sollte 1999 der Saval-Kronenburg FlKfz 7000 beschafft werden. Aufgrund der Insolvenz von Kronenburg hat dann das Bundesamt für Wehrtechnik und Beschaffung (BWB) Anfang 2004 entschieden 16 Z8 von Ziegler zu beschaffen.

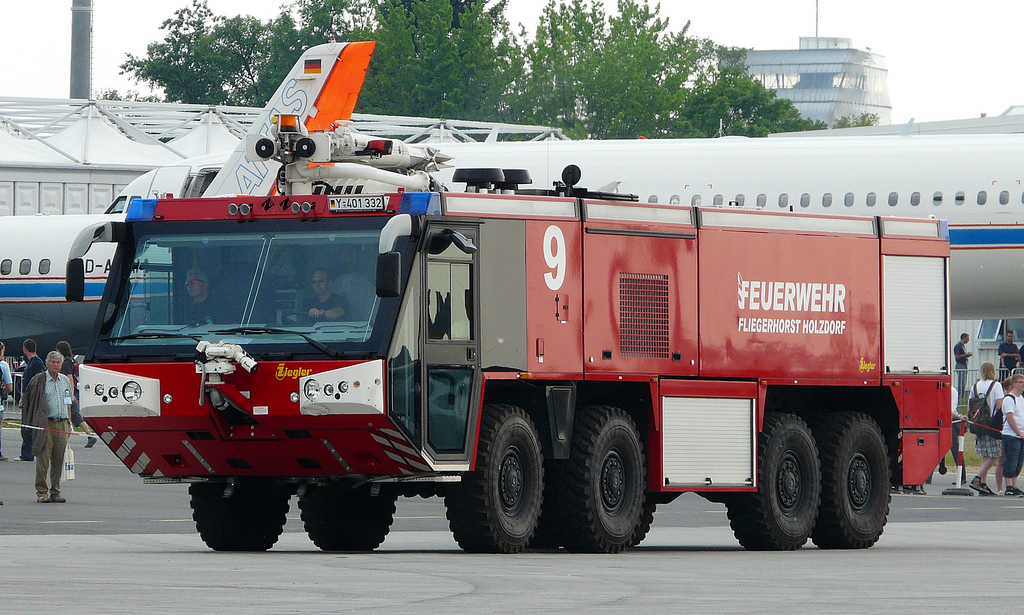
Ziegler Z8 der Bundeswehrfeuerwehr

Das Feuerlösch-Kfz, schwer, Flugplatz, (FlKfz Schwer) wurde in zwei Losen erworben, was sich auch in zwei Fahrzeuggenerationen niederschlägt. Das erste Fahrzeug wurde im Sommer 2005 (erstes Baulos) an die Truppe übergeben, ab 2010 wurde das zweit Baulos ausgeliefert.
Das erste Los ist ein Ziegler Z8-FLF 80/125-12,5 basierend auf einem MAN 36.1000 VFAEG 8x8 das zweite Los ein Z8-FLF 100/125-15 basiert auf einem MAN SX 43.1000 8x8. Im Gegensatz zu seinem Vorgänger ist dieses 40 t bzw. 43 t Flugfeldlöschfahrzeug keine militärische Sonderentwicklung.
Weitere Typen der dritten Generation lösen nun schrittweise die Fahrzeuge der ersten und zweiten Generation bei allen Bundeswehrfeuerwehren ab:
- Feuerlösch-Kraftfahrzeug Gebäudebrandbekämpfung (FlKfz GebBrd), aufgebaut auf einem MAN TGM 18.280 4×4 BB
- Feuerwehr-Geräterüstfahrzeug (FwGerRüFzg), aufgebaut auf einem MAN TGM 18.280 4×4 BB

Aufbauhersteller ist in allen Fällen das Unternehmen Albert Ziegler. Drei DLK 23/12 GLT auf Iveco 160 E30 mit Magirus Leitersatz, zwei in Wilhelmshaven und eine im Marinestützpunkt Kiel.
Außerdem gibt es noch das Feuerlösch-Kraftfahrzeug leicht, Flugplatz (FlKfz Leicht), ein zweiachsiger allradangetriebener Scania P 380 CB EHZ mit Aufbauten von Rosenbauer. Das 19 t Fahrzeug kann 2.800 l Wasser mitführen.
Beim Feuerlösch-Kraftfahrzeug Waldbrandbekämpfung (FlKfz WaBrd) gibt es auch zwei Baulose. Das erste Baulos basiert auf einem Mercedes-Benz Unimog U 5000 mit Aufbauten von Ziegler. Es hat ein zulässiges Gesamtgewicht von 14,5 t und kann 4300–4500 l Wasser mitführen. Das zweite Los kommt basiert auf einem 18 t schwerem Tatra 815-7 4x4 Force und hat Aufbauten von Rosenbauer. Insgesamt 76 Feuerlösch-Kfz Waldbrandbekämpfung (FlKfz WBBk) wurden beauftragt. Das erste Feuerlöschkraftfahrzeug Waldbrand-Bekämpfung Bundeswehrfuhrpark-Service handelsüblich (FlKfz Waldbrand-Bkg BwFPS hü) wurde im Juli 2023 geliefert, es führt 4500 l Wasser und 100 l Löschschaum mit sich.

### Vierte Generation
Seit April 2024 werden mit 90 FlKfz HLF von ZIEGLER die ersten Fahrzeuge der vierten Generation ausgeliefert. Sie basieren auf einem MAN TGM 18.320 4x4, ausgestattet mit 320 PS, 2500 Liter Wasser und 150 Liter Schaum.
Ebenfalls im April 2024 wurden die Ausschreibungen für bis zu 40 neue Einsatzleitwagen (ELW) sowie 58 neue Kommandowagen (KdoW) für die Bundeswehrfeuerwehren veröffentlicht.

### Sonderfahrzeuge

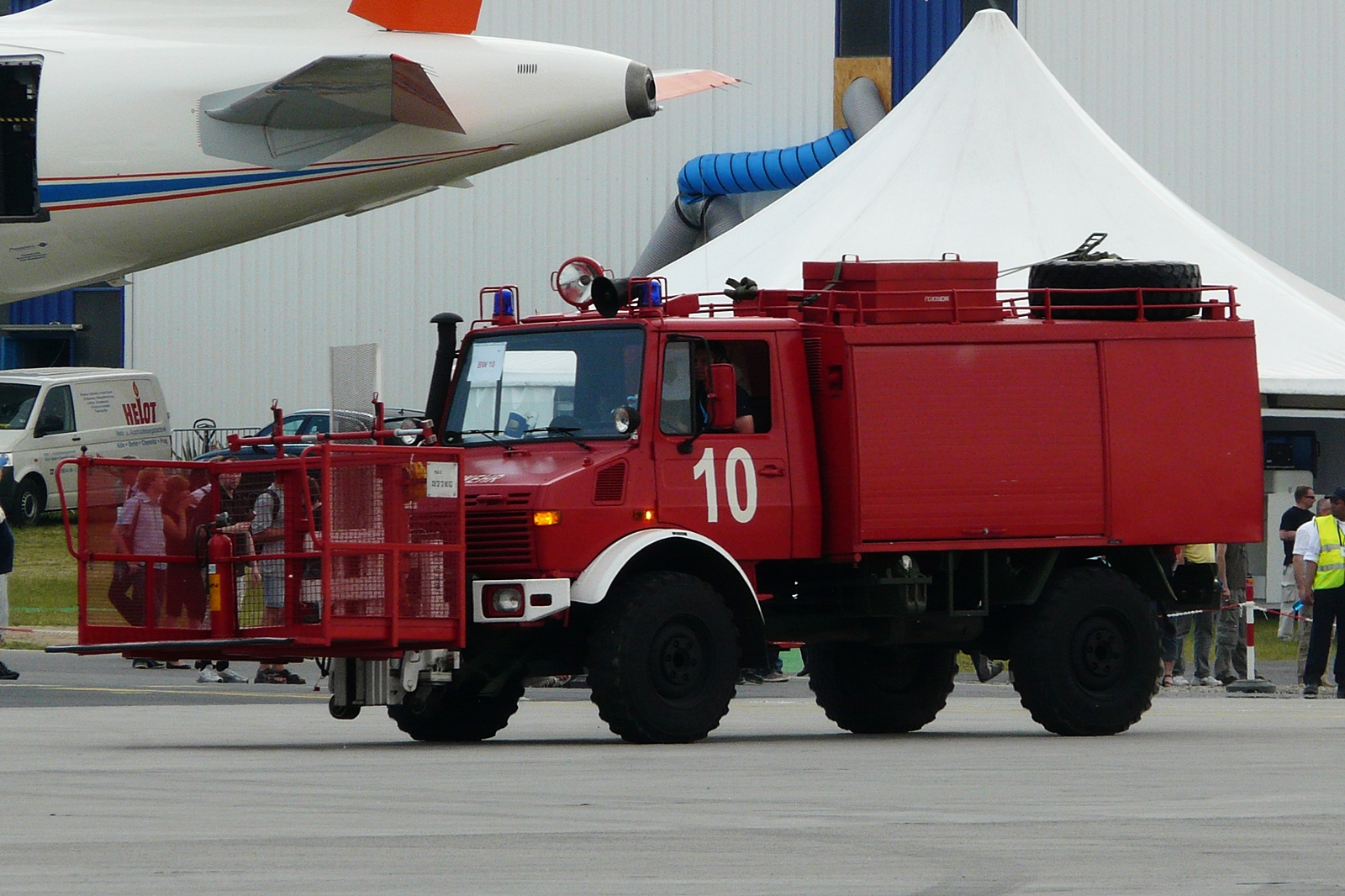
MB Unimog (FlKfz 1000) mit Rettungsbühne

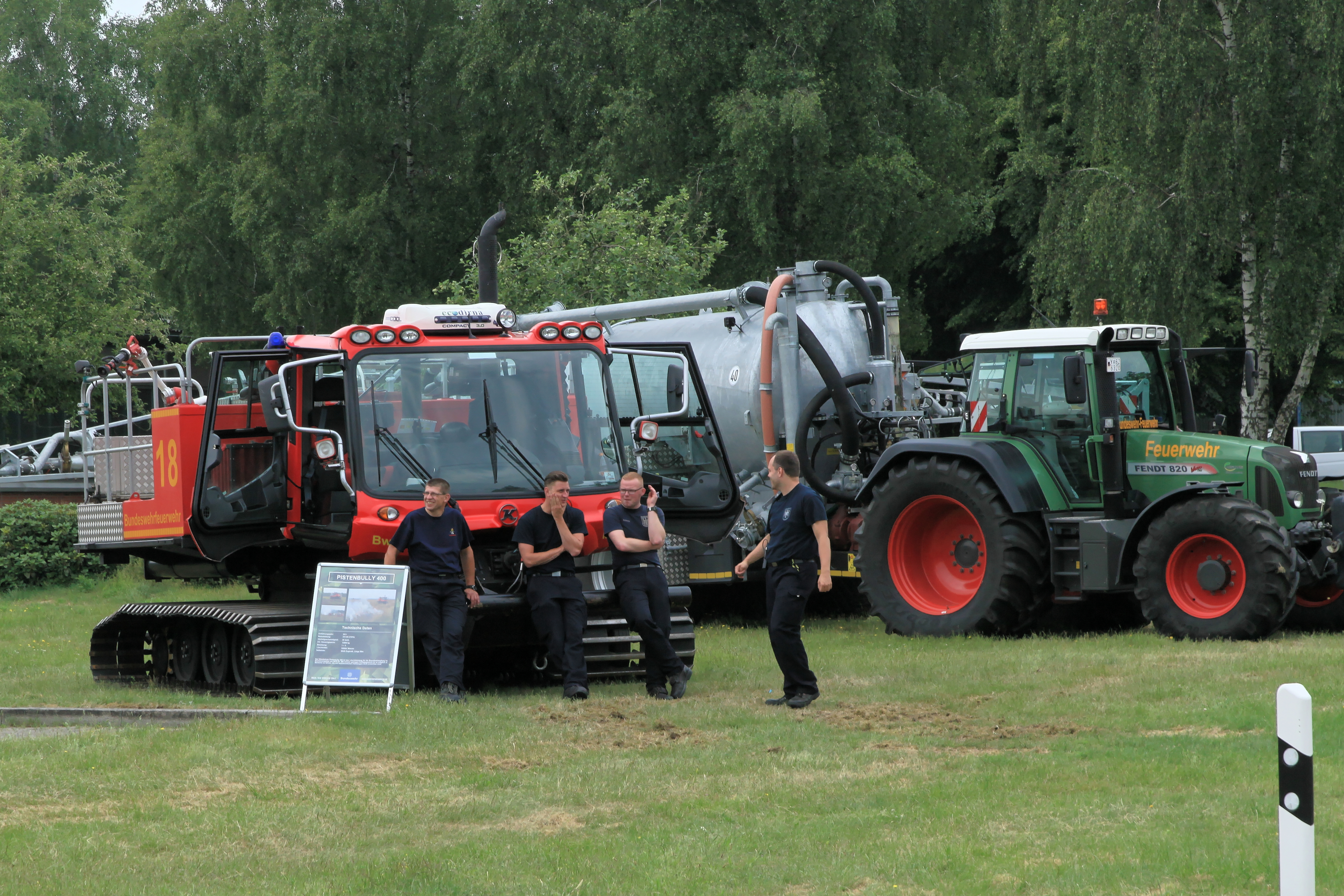
PistenBully 400 W und Fendt 820 Vario der Bundeswehrfeuerwehr Meppen

Trotz der Standardisierung und gerade weil diese Standards oft nicht ausreichend waren gab es immer wieder Fahrzeuge die nicht in das Schema passten oder die als Truppenversuchsmuster (TVM) bei den Bundeswehrfeuerwehren im Einsatz waren. Es gab mehrere DB Unimog S 404 Pritsche mit Rettungsbühne und 1 VW T2 Pritsche mit Rettungsbühne.
Je ein Unimog U 1300 Pritsche mit Rettungsbühne ist bei den Fliegerhorstfeuerwehren Jagel und Wunstorf, in der Farbe RAL 3000 = feuerrot, eingesetzt.
Die Wehrtechnische Dienststelle für Luftfahrzeuge (WTD 61) nutzte einige Jahre einen umgebauten Range Rover zur Pilotenrettung. Eine auf das Dach aufgesetzte Plattform bildete die Rettungsbühne. Lackiert war das Fahrzeug in rot.
Bei der Wehrtechnischen Dienststelle 41 war ein umgebauter Schützenpanzer Marder in Lackierung RAL 3000 als Löschpanzer im Einsatz. Bei den Wehrtechnischen Dienststellen 41 und 51 waren jeweils ein VW T3 Doppelkabine (Typ 247) Syncro in rubinroter Lackierung als Vorausrüstfahrzeug und ein Opel Blitz mit Sonderaufbau als Ölwehrfahrzeug in Betrieb.
Bei der Wehrtechnischen Dienststelle 91 (Meppen) werden ein TLF 4000 auf Iveco Trakker 450, zwei Kässbohrer Pistenbullys sowie Fendt-Traktoren eingesetzt.
Das WIS (Wehrwissenschaftliche Institut für Schutztechnologie – ABC-Schutz Munster) hat einen RWII auf Iveco 150 E30 und einen Dekon Anhänger im Betrieb.

## Fachverband
Um der Aufgabe zur Förderung und Zusammenarbeit mit kommunalen Feuerwehren und Organisationen, sowie den Interessen aller Angehörigen der Bundeswehrfeuerwehr in Bezug auf die besonderen Rahmenbedingungen des Feuerwehrdienstes in der Bundeswehr gerecht zu werden, hat sich der Verband der Bundeswehrfeuerwehren gebildet.